# Symbrenthia obianus
Symbrenthia obianus är en fjärilsart som beskrevs av Hans Fruhstorfer 1904. Symbrenthia obianus ingår i släktet Symbrenthia och familjen praktfjärilar. Inga underarter finns listade i Catalogue of Life.